# Brücke (Entwurfsmuster)
Eine Brücke (englisch bridge pattern) ist in der Softwareentwicklung ein Strukturmuster (englisch structural pattern), das zur Trennung der Implementierung von ihrer Abstraktion (Schnittstelle) dient. Dadurch können beide unabhängig voneinander verändert werden.
Es ist ein Entwurfsmuster der sogenannten GoF-Muster (siehe Viererbande).

## Problem
Normalerweise wird eine Implementierung durch Vererbung der Abstraktion realisiert. Dies kann jedoch dazu führen, dass in der Vererbungshierarchie sowohl Implementierungen als auch andere abstrakte Klassen zu finden sind. Dies macht die Vererbungshierarchie unübersichtlich und schwer zu warten.

## Lösung
Werden die abstrakten Klassen und die Implementierungen in zwei verschiedenen Hierarchien verwaltet, so gewinnt erstens die Übersichtlichkeit und zweitens wird die Anwendung unabhängig von der Implementierung.
Links befindet sich die Hierarchie der Abstraktionen (List und SortedList). Rechts befindet sich die Hierarchie der Implementierungen (ListImpl und ArrayList).

## Allgemeine Verwendung
Eine Brücke findet Anwendung, wenn
- sowohl Abstraktion als auch Implementierung erweiterbar sein sollen und eine dauerhafte Verbindung zwischen Abstraktion und Implementierung verhindert werden soll,
- Änderungen der Implementierung ohne Auswirkungen für den Klienten sein sollen,
- die Implementierung vor dem Klienten verborgen bleiben soll, oder
- die Implementierung von verschiedenen Klassen gleichzeitig genutzt werden soll.

In der Praxis kommt es oft vor, dass die Abstraktionsseite nicht so feingranular untergliedert wird wie die Implementierungsseite. Man spricht von einer degenerierten Brücke.

## Akteure
Die Abstraktion (im Beispiel: List) definiert einerseits die Schnittstelle der Abstraktion, andererseits hält sie eine Referenz zu einem Implementierer. Die SpezAbstraktion (im Beispiel: SortedList) erweitert die Schnittstelle. Der Implementierer (im Beispiel: ListImpl) definiert die Schnittstelle der Implementierung. Er kann sich dabei von der Schnittstelle der Abstraktion erheblich unterscheiden. Der KonkrImplementierer (im Beispiel: ArrayList) enthält eine konkrete Implementierung durch Implementierung der Schnittstelle.

## Vorteile
Die Vorteile einer Brücke bestehen darin, dass Abstraktion und Implementierung entkoppelt werden. Die Implementierung ist außerdem während der Laufzeit dynamisch änderbar und die Erweiterbarkeit von Abstraktion und Implementierung wird verbessert.
Durch Angabe eines Parameters bei der Erzeugung einer Abstraktion kann die Implementierung gewählt werden, zudem wird die Implementierung für den Klienten vollständig versteckt. Eine starke Vergrößerung der Anzahl der Klassen kann vermieden werden.

## Code-Beispiele

### Java
Code-Beispiel Java:
```
abstract
 
class
 
Printer
 
{

    
protected
 
PrintingImpl
 
impl
;

    
public
 
Printer
(
PrintingImpl
 
impl
)
 
{

        
this
.
impl
 
=
 
impl
;

    
}

    
public
 
abstract
 
void
 
print
();

    
public
 
PrintingImpl
 
getImpl
()
 
{

        
return
 
impl
;

    
}

    
public
 
void
 
setImpl
(
PrintingImpl
 
impl
)
 
{

        
this
.
impl
 
=
 
impl
;

    
}

}

class
 
APrinter
 
extends
 
Printer
 
{

    
public
 
APrinter
(
PrintingImpl
 
impl
)
 
{

        
super
(
impl
);

    
}

    
@Override

    
public
 
void
 
print
()
 
{

        
impl
.
print
(
"A"
);

    
}

}

class
 
BPrinter
 
extends
 
Printer
 
{

    
public
 
BPrinter
(
PrintingImpl
 
impl
)
 
{

        
super
(
impl
);

    
}

    
@Override

    
public
 
void
 
print
()
 
{

        
impl
.
print
(
"B"
);

    
}

}

interface
 
PrintingImpl
 
{

    
public
 
void
 
print
(
String
 
what
);

}

class
 
PlainTextPrintingImpl
 
implements
 
PrintingImpl
 
{

    
@Override

    
public
 
void
 
print
(
String
 
what
)
 
{

        
System
.
out
.
println
(
what
);

    
}

}

class
 
HTMLPrintingImpl
 
implements
 
PrintingImpl
 
{

    
@Override

    
public
 
void
 
print
(
String
 
what
)
 
{

        
System
.
out
.
println
(
"<p>\n\t<em>"
 
+
 
what
 
+
 
"</em>\n</p>"
);

    
}

}

public
 
class
 
Main
 
{

    
public
 
static
 
void
 
main
(
String
[]
 
args
)
 
{

        
Printer
 
printer
;

        
PrintingImpl
 
plainImpl
 
=
 
new
 
PlainTextPrintingImpl
();

        
PrintingImpl
 
htmlImpl
 
=
 
new
 
HTMLPrintingImpl
();

        
printer
 
=
 
new
 
APrinter
(
plainImpl
);

        
printer
.
print
();

        
/* Die PrintingImpl kann problemlos zur Laufzeit ausgetauscht

         * werden, da die Implementierung von der Abstraktion

         * entkoppelt ist. */

        
printer
.
setImpl
(
htmlImpl
);

        
printer
.
print
();

        
/* Genauso kann (ähnlich wie beim Strategy-Pattern) der

         * Printer selbst zur Laufzeit geändert werden. */

        
printer
 
=
 
new
 
BPrinter
(
plainImpl
);

        
printer
.
print
();

        
printer
.
setImpl
(
htmlImpl
);

        
printer
.
print
();

    
}

}

```

Ausgabe:
```
A
<p>
  <em>A</em>
</p>
B
<p>
  <em>B</em>
</p>

```

### Ruby
Code-Beispiel Ruby:
```
class
 
Abstraction

  
def
 
initialize
(
implementor
)

    
@implementor
 
=
 
implementor

  
end

  
def
 
operation

    
raise
 
'Implementor-Objekt antwortet nicht auf die operation-Methode'

      
unless
 
@implementor
.
respond_to?
(
:operation
)

    
@implementor
.
operation

  
end

end

class
 
RefinedAbstraction
 
<
 
Abstraction

  
def
 
operation

    
puts
 
'Starte Vorgang...'

    
super

  
end

end

class
 
Implementor

  
def
 
operation

    
puts
 
'Wichtige Schritte ausführen'

  
end

end

class
 
ConcreteImplementorA
 
<
 
Implementor

  
def
 
operation

    
super

    
puts
 
'Zusätzliche Schritte ausführen'

  
end

end

class
 
ConcreteImplementorB
 
<
 
Implementor

  
def
 
operation

    
super

    
puts
 
'Andere, zusätzliche Schritte ausführen'

  
end

end

normal_with_a
 
=
 
Abstraction
.
new
(
ConcreteImplementorA
.
new
)

normal_with_a
.
operation

# Wichtige Schritte ausführen

# Zusätzliche Schritte ausführen

normal_with_b
 
=
 
Abstraction
.
new
(
ConcreteImplementorB
.
new
)

normal_with_b
.
operation

# Wichtige Schritte ausführen

# Andere, zusätzliche Schritte ausführen

refined_with_a
 
=
 
RefinedAbstraction
.
new
(
ConcreteImplementorA
.
new
)

refined_with_a
.
operation

# Starte Vorgang...

# Wichtige Schritte ausführen

# Zusätzliche Schritte ausführen

refined_with_b
 
=
 
RefinedAbstraction
.
new
(
ConcreteImplementorB
.
new
)

refined_with_b
.
operation

# Starte Vorgang...

# Wichtige Schritte ausführen

# Andere, zusätzliche Schritte ausführen

```

## Verwandte Entwurfsmuster
Zum Erzeugen des Implementierungsobjekts der Brücke kann eine abstrakte Fabrik verwendet werden.
Ein Adapter ist der Brücke scheinbar ähnlich. Jedoch dient der Adapter einer nachträglichen Anpassung einer Klasse an eine Schnittstelle, während die Brücke eine gezielte Entscheidung zur Entkopplung ist.
Beide Entwurfsmuster sind also gegensätzlich, können aber in ihrer Implementierung sehr ähnlich aussehen.